# وادي نملة (نهم)

تعديل مصدري - تعديل

وادى نملة هي إحدى قرى عزلة عيال غفير بمديرية نهم التابعة لمحافظة صنعاء، بلغ تعداد سكانها 76 نسمة حسب تعداد اليمن لعام 2004.